# Ett folk, ett parti – Socialdemokraternas historia
Ett folk, ett parti – Socialdemokraternas historia är en sverigedemokratisk valfilm som "ur ett kritiskt perspektiv granskar Socialdemokraternas historia" under första hälften av 1900-talet inför valet 2018. Filmen tar upp rasbiologi i dåtidens Sverige, tvångssteriliseringar och judar som inte togs emot i Sverige under början av andra världskriget. Filmen är producerad och publicerad av den Sverigedemokratiska tidskriften Samtiden. Både tidningen respektive filmen är finansierad med stöd av Sverigedemokraterna.  I filmen pekas Socialdemokraterna ut som närmast ensamt ansvariga för den breda floran idéer som fanns vid den här tiden i det svenska samhället. Upphovsmännen till filmen är anonyma.
Socialdemokraterna kommenterade resolut att filmen var absurd.

## Kritik
Filmen har blivit långtgående kritiserad för att vara medvetet missvisande, historielös, anakronistisk och för att innehålla felaktiga faktauppgifter.
Bland annat Jens Ljunggren, historieprofessor vid Stockholms Universitet, menar att filmen inte är en dokumentär utan propaganda.
Filmvetaren Sanjin Pejkovic menade att filmen tycks "lånat sin metod från Bannon" och kallade filmen för en "smaklös kvasipedagogisk pekpinne"